# Paradise (California)
Paradise es un pueblo situado en el condado de Butte, California, Estados Unidos. Tiene una población estimada, a mediados de 2022, de 6516 habitantes.
El 8 de noviembre de 2018 fue devastado por un incendio de grandes proporciones conocido como "Camp Fire". Se estima que el 95% de las edificaciones de la localidad quedaron destruidas.

## Geografía
La localidad está ubicada en las coordenadas 39°45′15″N 121°36′23″O / 39.75417, -121.60639 (39.754192, -121.6064). Según la Oficina del Censo, tiene una superficie total de 47.47 km², de los cuales 47.44 km² corresponden a tierra firme y 0.03 km² están cubiertos de agua.

## Demografía
Según el censo de 2000, en ese momento los ingresos medios de los hogares de la localidad eran de $31,863 y los ingresos medios de las familias eran de $41,228. Los hombres tenían ingresos medios por $35,419 frente a los $25,231 que percibían las mujeres. Los ingresos per cápita para la localidad eran de $19,267. Alrededor del 9.7% de las familias y del 12.4% de la población estaban por debajo de la línea de pobreza.
De acuerdo con la estimación 2017-2021 de la Oficina del Censo, los ingresos medios de los hogares de la localidad son de $51,396 y los ingresos medios de las familias son de $70,893. Los ingresos per cápita en los últimos doce meses, medidos en dólares de 2021, son de $31,414. Alrededor del 15.9% de la población está por debajo de la línea de pobreza.